# Costache Caragiale
Costache Caragiale (n. 29 martie 1815 – d. 13 februarie 1877) a fost un actor român, dramaturg și profesor de artă dramatică. Tatăl său a fost Ștefan Caragiale, iar mama sa Maria Caragiale, fiica unui negustor din Brașov. A avut doi frați, Luca și Iorgu, precum și două surori Ecaterina și Anastasia.
A studiat actoria cu  Costache Aristia la școala deschisă sub auspiciile Societății Filarmonice și și-a pus întreaga artă în slujba idealurilor progresiste, democratice ale revoluției din 1848.
Și-a făcut debutul la București în 1835, iar 3 ani mai târziu a organizat primul teatru dramatic în Iași (primul Teatru Național din România). În următorii 15 ani, Costache Caragiale a colaborat cu cele mai importante teatre naționale ale vremii din Botoșani, Craiova, Iași unde a promovat piesele de teatru ale celor mai talentați dramaturgi romani printre care Vasile Alecsandri și Costache Negruzzi. În anul 1851 Costache Caragiale este ridicat la rangul de pitar. A predat cursul de declamație și mimică la Conservatorul din București.
În 1850 se întoarce în București și doi ani mai târziu devine cel dintâi director al Teatrului Mare (Național).
A decedat în 1877 și a fost înmormântat în Cimitirul Bellu.
În 1887 fratele său mai mic, Iorgu Caragiale construiește propriul său teatru în București, iar nepotul său, Ion Luca Caragiale avea să devină cel mai mare dramaturg român.

## Lucrări
- Scrieri a lui Costache Caragiale, 1840
- Epistolă către Grigore Alexandrescu, 1841
- Leonil sau Ce produce disprețul, 1841
- O repetiție moldovenească sau Noi și iar Noi, 1844, comedie
- O soaré la mahala sau Amestecul de dorinți, comedie
- Îngâmfata plăpumăreasă sau Cucoană sunt
- Doi coțcari sau Feriți-vă de răi ca de foc
- Învierea morților
- Urmarea coțcarilor
- Prologul pentru inaugurarea noului teatru din București, (1852), 1881
- Teatrul Național în Țara Românească, (1855), 1867

### Traduceri, adaptări
- Furiosul, 1840